# Seladerma
Seladerma is een geslacht van vliesvleugeligen uit de familie Pteromalidae. De wetenschappelijke naam van dit geslacht is voor het eerst geldig gepubliceerd in 1834 door Walker.

## Soorten
Het geslacht Seladerma omvat de volgende soorten:
- Seladerma aeneum (Walker, 1833)
- Seladerma alpestre (Ruschka, 1912)
- Seladerma annulipes (Walker, 1833)
- Seladerma antennatum (Walker, 1833)
- Seladerma berani (Delucchi, 1953)
- Seladerma bicolor Walker, 1834
- Seladerma breve Walker, 1834
- Seladerma breviscutum Huang, 1991
- Seladerma brunneolum Huang, 1991
- Seladerma caledonicum Graham, 1969
- Seladerma coeruleovirens (Förster, 1861)
- Seladerma conoideum Huang, 1991
- Seladerma convexum Walker, 1834
- Seladerma costatellum Huang, 1991
- Seladerma diaeus (Walker, 1844)
- Seladerma diffine (Walker, 1833)
- Seladerma dissimile (Walker, 1833)
- Seladerma diutinum (Delucchi, 1955)
- Seladerma dryops (Walker, 1840)
- Seladerma euroto (Walker, 1839)
- Seladerma femoratum (Walker, 1833)
- Seladerma gelanor (Walker, 1840)
- Seladerma genale (Thomson, 1876)
- Seladerma geniculatum (Zetterstedt, 1838)
- Seladerma globosum (Delucchi, 1953)
- Seladerma icelos (Walker, 1844)
- Seladerma laetum Walker, 1834
- Seladerma longivena Huang, 1991
- Seladerma longulum (Delucchi, 1953)
- Seladerma lucidum (Walker, 1833)
- Seladerma meracum (Delucchi, 1953)
- Seladerma nigrum (Delucchi, 1953)
- Seladerma nonstylatum (Girault, 1917)
- Seladerma parviclava (Thomson, 1876)
- Seladerma phlegias (Walker, 1844)
- Seladerma politum Huang, 1991
- Seladerma pycnos (Walker, 1848)
- Seladerma sabbas (Walker, 1848)
- Seladerma saurus Walker, 1844
- Seladerma scabiosum (Liao, 1982)
- Seladerma scaea (Walker, 1844)
- Seladerma scoticum (Walker, 1833)
- Seladerma simplex (Thomson, 1876)
- Seladerma tarsale (Walker, 1833)
- Seladerma venilia (Walker, 1846)
- Seladerma vulgaris (Ashmead, 1902)